# Topolánszky Tamás
Topolánszky Tamás (Budapest, 1972. december 27. –) Harangozó Gyula-díjas magyar táncművész, koreográfus, táncpedagógus, egyetemi docens, érdemes művész.

## Tanulmányai
- 1991-ben érettségizett a Magyar Táncművészeti Főiskola Nádasi Ferenc Gimnáziumában
- 1991-ben a Magyar Táncművészeti Főiskola Néptánctagozatán diplomát szerzett.
- 2005-ben a Magyar Táncművészeti Főiskolán táncelméleti szakírói diplomát szerzett
- 2010-ben a Magyar Táncművészeti Főiskolán Modern tánc-pedagógusi diplomát szerzett
- 2017-ben klasszikus balett Master diplomát szerzett a Magyar Táncművészeti Főiskolán

## Szakmai munkássága
- 1991-ben Imre Zoltán hívására a Szegedi Balett társulatához (a Szegedi Nemzeti Színházhoz) szerződött;
- 1992-ben magántáncosi minősítést nyert
- 1993-ban a Szegedi Kortárs Balett alapító tagja
- 2001 szeptemberéig a Szegedi Kortárs Balett társulatának vezető táncosa
- 2001 szeptemberétől 2006 szeptemberéig a Grazi Operaház balettegyüttesének, a Tanz Graznak szólistája
- 2004-től a Royal Academy of Dance London graz-i intézetének kortárs tánc-tanára
- 2004-től az Austrian Youth Ballet állandó koreográfusa és gyakorlattartó mestere
- 2006 – 2011: az Experidance Román Sándor Tánctársulatának táncmestere
- 2009-2010: a Békés Megyei Jókai Színház Színitanháza színpadi tánc szakának vezetője
- 2008 szeptemberétől a Magyar Táncművészeti Főiskola modern tánc-tanára, jelenleg egyetemi docense
- 2011. augusztusától az egri Gárdonyi Géza Színház tánctagozatának – a GG Tánc Egernek – vezetője
- 2021-től a Magyar Táncművészeti Egyetem Koreográfus- és Táncpedagógus-képző Intézetének igazgatója

## Főbb szerepei
- Imre Zoltán: A négy évszak 1939 – az ifjú (főszerep)
- Juronics Tamás: Adios című kettőse , partnere: Markovics Ágnes
- Juronics Tamás: Sárember – címszerep (londoni bemutató)
- Juronics Tamás: Trió
- Philippe Blanchard: Étienne (ötszereplős darab)
- Juronics Tamás: Tavaszi áldozat – kettős a Kiválasztottal, partnere: Markovics Ágnes
- Myriam Naisy: Angyalok suttogása – szóló
- Darrel Toulon: Cinderella – az Apa
- Francesca Harper: Chroma Style – szóló
- Catherine Guerin: D.O.G.S. – Mr. Pink
- Darrel Toulon: Wait until Dark – a dealer
- Darrel Toulon: Die Prinzessin und der Zwerg – a Törpe (címszerep)
- Darrel Toulon: Tűzmadár – Ivan herceg
- Darrel Toulon: Extremotions – az író, Mr.T. (főszerep)
- Darrel Toulon: Rómeó és Júlia – Lőrinc barát
- Gershwin–Melissa King: Crazy for You (musical) – Junior (énekes-szöveges-táncos szerep)
- Darrel Toulon: Csipkerózsika – az apa, boszorkány
- Velekei László: Anna Karenina – Karenin

A jelentősebb produkciók, amelyekben táncművészként részt vett:
| Cím                                   | Koreográfus                 | Év        |
| Az álom mögött                        | Jorma Uotinen               | 1991      |
| Varázsdoboz                           | Imre Zoltán                 | 1991      |
| A médium                              | Imre Zoltán                 | 1991      |
| Stabat mater                          | Imre Zoltán                 | 1991      |
| A képzelet órája                      | Juronics Tamás              | 1991      |
| 24 perc                               | Lőrinc Katalin              | 1991      |
| Angyali táncjáték                     | Imre Zoltán                 | 1991      |
| Sors-concerto                         | Juronics Tamás              | 1992      |
| A négy évszak 1939                    | Imre Zoltán                 | 1992      |
| Kafka                                 | Imre Zoltán                 | 1992      |
| Alvilági sztori                       | Juronics Tamás              | 1992      |
| Villik                                | Bozsik Yvette               | 1993      |
| Éjszaka                               | Bertrand D'At               | 1993      |
| Tűzijáték                             | Bernd Schindowski           | 1993      |
| Koncert tangóharmonikára és zenekarra | Roberto Galvan              | 1993      |
| Kroki                                 | Juronics Tamás              | 1993      |
| Requiem                               | Roberto Galvan              | 1993      |
| A porond                              | Juronics Tamás              | 1994      |
| Máz                                   | Itzik Galili                | 1994      |
| Éjszakai szárnyalás                   | Roberto Galvan              | 1995      |
| A létezés helyett                     | Vera Sander                 | 1995      |
| Tavaszi áldozat                       | Juronics Tamás              | 1995      |
| Homo ludens                           | Juronics Tamás              | 1996      |
| Sárember                              | JuronicsTamás               | 1996      |
| Giselle 2                             | Amir Kolben                 | 1996      |
| Étienne                               | Philippe Blanchard          | 1997      |
| Szilánkok                             | Juronics Tamás              | 1997      |
| Adios                                 | Juronics Tamás              | 1997      |
| Trallala                              | Juronics Tamás              | 1998      |
| Apres moi                             | Uri Ivgi                    | 1998      |
| Egy síró ember meséi                  | Joseph Tmim                 | 1999      |
| A tojáselmélet, avagy a múzsa mosolya | JuronicsTamás               | 1999      |
| Angyalok suttogása                    | Myriam Naisy                | 1999      |
| A csodálatos mandarin                 | Juronics Tamás              | 1999      |
| Orfeusz                               | Myriam Naisy                | 2000      |
| Menyegző                              | Juronics Tamás              | 2000      |
| Hajsza                                | a táncosok                  | 2000      |
| Post scriptum                         | Juronics Tamás              | 2000      |
| Trió                                  | Juronics Tamás              | 2000      |
| Carmina burana                        | Juronics Tamás              | 2001      |
| A fából faragott királyfi             | Juronics Tamás              | 2001      |
| Cinderella                            | Darrel Toulon               | 2001      |
| Chroma Style                          | Francesca Harper            | 2002      |
| Tense                                 | Gideon Obarzanek            | 2002      |
| D.O.G.S.                              | Catherine Guerin            | 2002      |
| Wait until Dark                       | Darrel Toulon               | 2002      |
| Die Prinzessin und der Zwerg          | Darrel Toulon               | 2002      |
| Tűzmadár                              | Darrel Toulon               | 2004      |
| Tavaszi áldozat                       | Darrel Toulon               | 2004      |
| Extremotions                          | Darrel Toulon               | 2004      |
| Man’s Side                            | Topolánszky Tamás           | 2004      |
| Rómeó és Júlia                        | Darrel Toulon               | 2005      |
| Csipkerózsika                         | Darrel Toulon               | 2006      |
| Négy évszak                           | Topolánszky Tamás           | 2007      |
| A csodálatos mandarin Anna Karenina   | Kozma Attila Velekei László | 2016 2017 |

Koreográfusi munkái:
• Régi idők focija (Szegedi Nemzeti Színház, 1998, rendező: Telihay Péter)
• Hajsza (társkoreográfusok: Markovics Ágnes, Nemes Zsófia, Kovács Dóra, Kolozsi Viktória, Kalmár Attila, Mészáros Máté, Aczél Gergő, Kocsis László)
• Verdi: La Traviata (koreográfia az operaelőadáshoz; bemutatta a Grazi Opera 2005. november 19-én; rendező: Dietmar Pflegerl)
• Buborék / Bubble (zene: Yann Tiersen; bemutatta a Tanz Graz, a Grazi Operaház balett-együttese 2003. július 8. napján, Grazban) 
• Man’s Side (zene: Lajkó Félix; bemutatta a Tanz Graz 2005-ben)
• Pray for the Sick Children (zene: W.A. Mozart; bemutatta az Austrian Youth Ballet a Royal Academy of Dance és a graz-i Nice Little Theatre közös produkciójaként 2005-ben)
• La Parade (zene: Yann Tiersen; bemutatta az Austrian Youth Ballet, a Royal Acemy of Dance és a graz-i Nice Little Theatre közös produkciójaként 2006-ban)
• Bereményi Géza–Horváth Károly: Laura (koreográfia a musicalhez; bemutatta a kecskeméti Katona József Színház 2006. október 6-án, rendező: Pinczés István)
• Uniszex (koreográfia a Magyar Táncművészeti Főiskola végzős növendékeinek koncertvizsgájára, 2007)
• Tamási Áron–Pozsgai Zsolt: Ábel című zenés játékának koreográfiája (Pesti Magyar Színház, bemutató: 2007. március 9., rendező: Pinczés István)
• Négy évszak – táncmű (zene: Antonio Vivaldi; bemutató: 2007. május 29. Jövő Háza, Budapest, 2007. augusztus 6. : Tanzsommer Graz, felújítása: 2008. december 11. Nemzeti Táncszínház)
• Móricz–Kocsák–Miklós: Légy jó mindhalálig című musicaljének koreográfiája (Soproni Petőfi Színház, bemutató: 2007. szeptember 15., rendező: Pinczés István)
• a Hair című musical koreográfus-asszisztense (kecskeméti Katona József Színház, bemutató: 2007. december 21., rendező: Juronics Tamás)
• Arisztophanész–Hamvay–Nádasdy–Gulyás: Lüzisztraté című zenés játékának koreográfiája (Békés megyei Jókai Színház, bemutató: 2008. október 3., rendező: Pinczés István)
• Czakó Gábor: Disznójáték című drámájának koreográfiája (Békés megyei Jókai Színház, bemutató: 2008. november 14., rendező: Fekete Péter) 
• A Muzsika hangja című musical koreográfiája (Soproni Petőfi Színház, bemutató: 2009. március 9., rendező: Pinczés István)
• Varró–Szabó–Rubik: Líra és Epika című darabjának koreográfiája (KOMA Társulat – Móricz Zsigmond Színház, Nyíregyháza, 2009. április 20. )
• Gogol: Háztűznéző című drámájának koreográfiája (Békés megyei Jókai Színház, bemutató: 2009. szeptember 2., rendező: Vlagyimir Sztanyiszlavszkij)
• Boldogság 69-09 (Experidance produkció – társkoreográfus; Nemzeti Táncszínház, Budapest, 2009)
• Jékely–Kocsák: Az aranyszőrű bárány (koreográfia a mesejátékhoz; Szegedi Nemzeti Színház, 2009, rendező: Sándor János )
• Mujicic: Trenk, avagy a vad báró című drámájának koreográfiája (Békés megyei Jókai Színház, 2009, rendező: Soós Péter)
• Café Brasil (KOMA-produkció; bemutató: POSZT Színházi Fesztivál, Pécs, 2010)
• Plautus: A hetvenkedő (című drámájának koreográfiája , Békés megyei Jókai Színház, 2010, rendező: Réczei Tamás)
• Darvasi–Ganxsta–Pierrot: Popeye (koreográfia a zenés mesejátékhoz; Katona József Színház, Kecskemét, 2010; rendező: Réczei Tamás)
• Schiller: Stuart Mária című drámájának koreográfiája (Békés Megyei Jókai Színház, bemutató: 2011. január 14., rendező: Dorotty Szalma)
• La Mancha lovagja (a musical koreográfiája, Békés megyei Jókai Színház, 2011, rendező: Fekete Péter )
• A Winnetou című zenés mesejáték koreográfiája (Katona József Színház, Kecskemét, 2011; rendező: Réczei Tamás)
• Balázs Béla – Bartók Béla: A fából faragott királyfi (táncjáték; a GG Tánc Eger produkciója, egri Gárdonyi Géza Színház; bemutató:2011. december 2.)
• Háy János: Rák Jóska, dán királyfi (a tragikomédia koreográfiája; a szombathelyi Weöres Sándor Színház produkciója; rendező: Soós Péter; bemutató: 2012. március 9.)
• Csíksomlyói passió ( a passiójáték koreográfiája, egri Gárdonyi Géza Színház; rendező: Dér András; bemutató: 2012. 03. 23.)
• L. Frank Baum: Óz, a nagy varázsló (a zenés mesejáték koreográfiája; egri Gárdonyi Géza Színház; rendező: Pinczés István; bemutató: 2012. 11. 09)
• Howard Lindsay – Russel Crouse – Richard Rodgers – Oscar Hammerstein:
A muzsika hangja (a musical koreográfiája; egri Gárdonyi Géza Színház; rendező: Halasi Imre; bemutató: 2013. 01. 11. )
• Moulin Rouge (táncjáték Henri de Toulouse Lautrec élettörténete nyomán, a GG Tánc Eger produkciója, egri Gárdonyi Géza Színház; bemutató:2013. 03.22.)
• Adamis Anna – Presser Gábor – Pós Sándor – Déry Tibor: Képzelt riport egy amerikai popfesztiválról (a musical koreográfiája, egri Gárdonyi Géza Színház; rendező: Bal József; bemutató: 2013. 10. 04.)
• Vörösmarty: Csongor és Tünde (a zenés színmű koreográfiája, egri Gárdonyi Géza Színház; rendező: Beke Sándor; bemutató: 2013. december)
• Selmeczi György: Spiritiszták (koreográfia a kortárs operához, Magyar Állami Operaház rendező: Novák Eszter, ősbemutató: 2014. 01. 21.)
• Szabadon (koreográfia a Magyar Táncművészeti Főiskola Néptánc-tagozatos végzős növendékeinek a 2014.06.04-i vizsgakoncertjére)
• Evolúció (koreográfia a Magyar Táncművészeti Főiskola Néptánc-tagozatos végzős növendékeinek a 2014.06.04-i vizsgakoncertjére)
• Szaffi (társkoreográfus: Vári Bertalan; táncjáték Jókai Mór A cigánybáró című regénye nyomán, zeneszerző: Ágoston Béla, a GG Tánc Eger produkciója; egri Gárdonyi Géza Színház; bemutató: 2014. december 3.)
• A cigánybáró (társkoreográfus: Vári Bertalan; táncjáték Jókai Mór A cigánybáró című regénye nyomán, zeneszerző: Ágoston Béla, a GG Tánc Eger és a dunaújvárosi Bartók Táncszínház közös produkciója; egri Gárdonyi Géza Színház; bemutató: 2014. december 4.)
• Ábrahám Pál–Alfred Grünwald–Fritz Löhner–Beda: Bál a Savoyban (az operett koreográfiája; egri Gárdonyi Géza Színház; rendező: Halasi Imre; bemutató: 2014. október 17.)
• Móricz–Kocsák–Miklós: Légy jó mindhalálig című musicaljének koreográfiája (egri Gárdonyi Géza Színház, bemutató: 2015. január 9., rendező: Seregi Zoltán)
• Shakespeare: Rómeó és Júlia (a színmű koreográfiája; egri Gárdonyi Géza Színház, bemutató: 2015. február 27., rendező: Blaskó Balázs)
• Nagy Tibor–Pozsgai Zsolt–Bradányi Iván: A kölyök (a musical koreográfiája (egri Gárdonyi Géza Színház, bemutató: 2015. április 10., rendező: Halasi Imre) 
• Verdi: Traviata (táncjáték; koreográfia: Topolánszky Tamás, Fodor Zoltán; a GG Tánc Eger és az Inversdance közös produkciója, egri Gárdonyi Géza Színház; bemutató: 2016)
• Móricz–Kocsák–Miklós: Légy jó mindhalálig című musicaljének koreográfiája (Békés megyei Jókai Színház, 2016, rendező: Seregi Zoltán)
• Rice–Webber: József és a színes, szélesvásznú álomkabát (a musical koreográfiája, egri Gárdonyi Géza Színház, bemutató: 2015, rendező: Nagy Viktor) 
• A kis herceg (a zenés darab koreográfiája; egri Gárdonyi Géza Színház; rendező: Dávid Zsuzs; bemutató: 2016. január)
• Tersánszky Józsi Jenő: Kakukk Marci (a vígjáték koreográfiája, Új Színház, 2016 rendező: Beke Sándor) 
• Leigh–Darion–Wassermann: La Mancha lovagja (a musical koreográfiája, egri Gárdonyi Géza Színház, bemutató: 2017. március, rendező: Blaskó Balázs)
• Dürrögő 16+ (koreográfia a Magyar Táncművészeti Főiskola Néptánc-tagozatos végzős növendékeinek a 2017. május 31-i vizsgakoncertjére)
• Kálmán Imre: Csárdáskirálynő (az operett koreográfiája, Gárdonyi Géza Színház, 2017.11.17. rendező: Halasi Imre)
• Emberi tragédia (táncjáték Madách Imre nyomán, a GG Tánc Eger produkciója, Gárdonyi Géza Színház. Bemutató: 2018.02.23.)
• Játszótér (táncmese, a GG Tánc Eger produkciója, Gárdonyi Géza Színház, bemutató: 2018.09.26.)
• Lajtai–Békeffi: Régi nyár (operett koreográfiája, Gárdonyi Géza Színház, bemutató: 2018.11.16., rendező: Halasi Imre)
• Farkas–Dékány: Csínom Palkó (daljáték koreográfiája, Gárdonyi Géza Színház, bemutató: 2019.01.25., rendező: Moravetz Levente)
• Magyar rapszódia (táncjáték, a GG Tánc Eger produkciója, Gárdonyi Géza Színház, bemutató: 2019.03.07.)
• Tizenkét hónap (mesejáték koreográfiája, Gárdonyi Géza Színház, bemutató: 2019.10.24., rendező: Baráth Zoltán)
• Fényes–Békeffi: Rigó Jancsi (az operett koreográfiája, Gárdonyi Géza Színház, bemutató: 2019.11.15., rendező: Moravetz Levente)
• Várkonyi–Béres: Egri csillagok (történelmi musical koreográfiája, békéscsabai Jókai Színház, bemutató: 2020.01.14., rendező: Katkó Ferenc)
• Kacsóh Pongrác: János vitéz (daljáték koreográfusa, Gárdonyi Géza Színház, bemutató: 2020.01.24., rendező: Halasi Imre)
• Bolero (ökobalett Maurice Ravel zenéjére, a GG Tánc Eger produkciója, Gárdonyi Géza Színház, bemutató: 2020.02.28.)
• Diótörő (a táncmese társkoreográfusa, zeneszerző: Pjotr Iljics Csajkovszkij, a GG Tánc Eger és a Nagyvárad Táncegyüttes közös produkciója, nagyváradi Szigligeti Színház, bemutató: 2020.10.20.)
• Kálmán–Branner–Grünnwald: Montmartre-i ibolya (operett koreográfiája, Gárdonyi Géza Színház, bemutató: 2018.11.16., rendező: Halasi Imre)
• Bolero táncfilm (rendező, 2020. szeptember)
• Sisi (táncjáték, a GG Tánc Eger produkciója, zeneszerző: Zombola Péter, Gárdonyi Géza Színház, egri bemutató: 2022. március 11.)
• A széttáncolt cipellők (mesejáték koreográfiája, Gárdonyi Géza Színház, bemutató: 2022. február 8., rendező: Baráth Zoltán)
• Hosszúhajú veszedelem (társkoreográfus, a GG Tánc Eger produkciója, Gárdonyi Géza Színház, bemutató: 2022.09.26.)
• Balásy–Horváth–Moravetz: Isten rabjai (musical koreográfiája, Gárdonyi Géza Színház, bemutató: 2022.11.05., rendező: Moravetz Levente)
• Szerelem (táncjáték, a GG Tánc Eger produkciója, Gárdonyi Géza Színház-Nemzeti Táncszínház, bemutató: 2022.11.27.)
• Találkozások (koreográfia a Magyar Táncművészeti Egyetem Néptánc-tagozatos végzős növendékeinek a 2023. június 2-i vizsgakoncertjére)
• Zerkovitz–Szilágyi: Csókos asszony operett koreográfiája, Zenthe Ferenc Színház, Salgótarján, bemutató: 2023. 03.24., rendező: Halasi Imre)
• Dés–Geszti–Békés: A dzsungel könyve (musical koreográfiája, Gárdonyi Géza Színház, Eger,bemutató: 2024. január 26., rendező: Bal József)

## Díjai és elismerései
- Nívó-díj (1997)
- Harangozó Gyula-díj (2008)
- Érdemes művész (2019)[5]